# Rolls-Royce AE 2100
Il Rolls-Royce AE 2100 è un motore turboelica inizialmente sviluppato dalla Allison Engine Company (poi incorporata nella Rolls-Royce North America) per aerei da trasporto militari, pattugliatori marittimi ad elevata autonomia e aerei civili regionali ad alta velocità di nuova generazione.

## Storia del progetto
Derivato dal motore turboalbero Allison AE 1107C-Liberty (Rolls-Royce T406), l'AE 2100 mantiene lo stesso nucleo di alta pressione, così come il Rolls-Royce AE 3007. È disponibile in versione civile (AE 2100A, AE 2100D2) e militare (AE 2100D3).

## Tecnica
Il motore è del tipo a due alberi ed è stato il primo ad usare un doppio FADEC (Full Authority Digital Engine Control) per il controllo combinato del motore e dell'elica.
L'albero di alta pressione collega un compressore assiale a 14 stadi con due stadi di turbina di alta pressione. Altri due stadi di turbina sono invece dedicati all'albero di potenza che muove l'elica mediante un gruppo riduttore ad ingranaggi.
Il motore utilizza le nuove eliche Dowty a sei pale installabili sull'aereo a 50 posti Saab 2000 e sull'aereo da trasporto militare Lockheed C-130J Hercules.
A seconda della versione, il motore è in grado di sviluppare fino a 4 637 cavalli di potenza all'albero.

## Utilizzatori
AE 2100A
- Saab 2000
- IPTN N-250

AE 2100D2A
- Alenia C-27J Spartan

AE 2100J
- ShinMaywa US-2

AE 2100D3

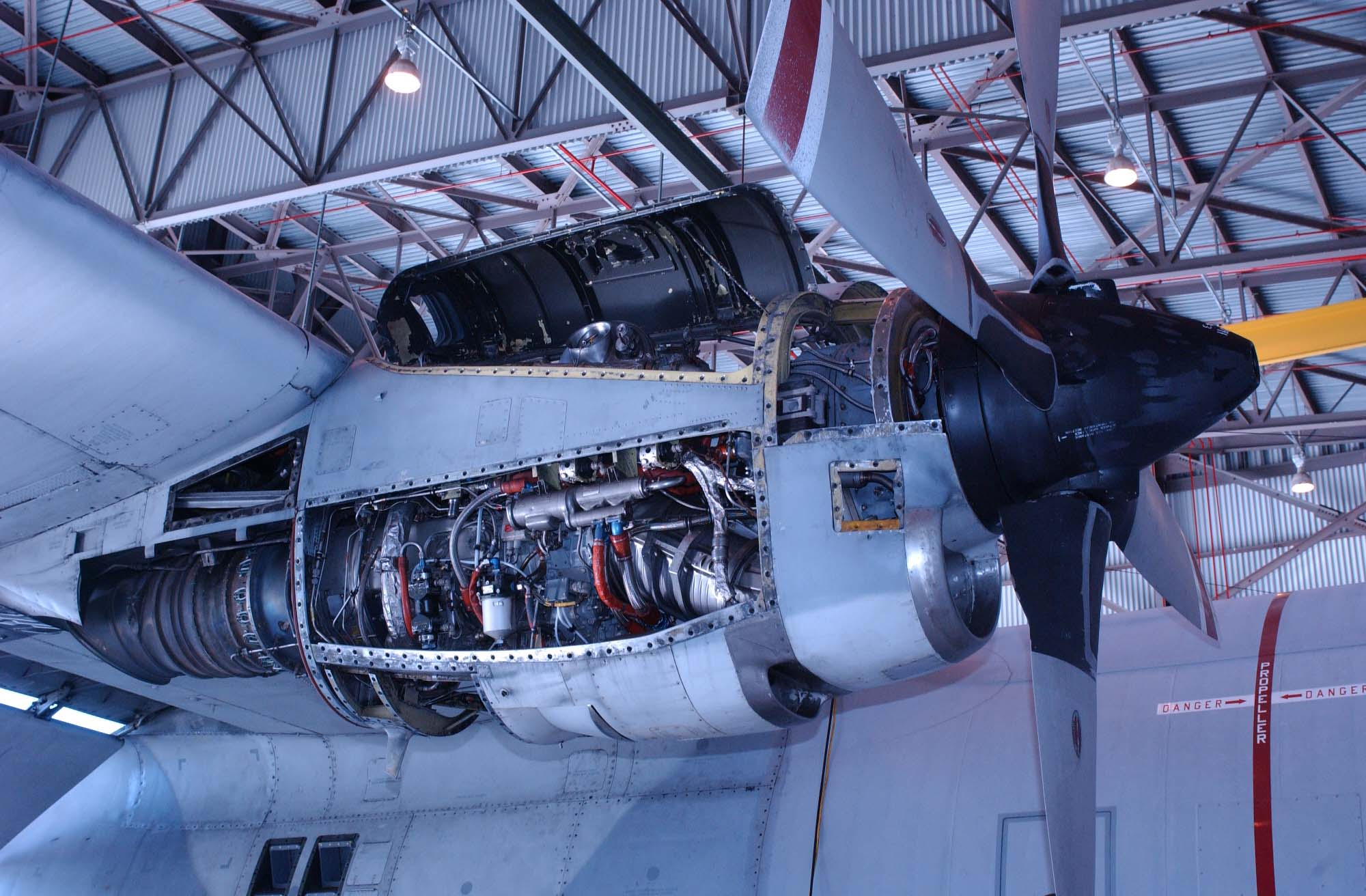
AE2100D3 installato su un KC-130

- Lockheed Martin C-130J Super Hercules
- Lockheed P-3 Orion